# Adorjánháza
Adorjánháza (hongrois : Adorjánháza [ˈɒdorjaːnhaːzɒ]) est une localité hongroise située dans le comitat de Veszprém.

## Site et localisation

### Géologie et géomorphologie
La commune est située à l’extrémité occidentale du comitat de Veszprém, dans la vallée de la Marcal, sur la rive droite du fleuve.

## Histoire
La première mention écrite connue de la commune remonte à 1476, où elle apparaît sous la forme Adryanhaza. En 1696, elle est citée sous le nom d’Adorján, qui proviendrait probablement d’un individu nommé Adorján.
Le village était historiquement habité par de petits nobles (kisnemesek), et son économie reposait principalement sur de petites exploitations agricoles de quelques arpents. Avec le temps, il s’est progressivement fusionné avec Egeralja.
En 1949, Adorjánháza et Egeralja ont été réunis en une seule entité administrative sous le nom d’Adorjánháza. Cependant, depuis 1991, les deux localités sont à nouveau des communes indépendantes.

## Population

### Minorités culturelles et religieuses
Lors du recensement de 2011, la population d’Adorjánháza était composée à 98,6 % de Hongrois, 0,3 % d’Allemands, 6,8 % de Roms, 1,1 % d'Ukrainiens et 0,8 % de Rusyns. Par ailleurs, 0,3 % des habitants n’ont pas souhaité déclarer leur appartenance ethnique.
Sur le plan religieux, 31,5 % de la population se déclarait catholique romaine, 39,7 % réformée et 15,1 % évangélique. Environ 6 % des habitants se disaient sans affiliation religieuse, tandis que 7,1 % n’ont pas répondu.
En 2022, 93 % des habitants se déclaraient Hongrois, 7,6 % Roms, 0,8 % Allemands et 0,3 % Croates. Par ailleurs, 0,8 % appartenaient à d'autres nationalités non hongroises. En raison des identités multiples, le total peut dépasser 100 %. 6,5 % des habitants n’ont pas souhaité répondre.
Concernant la religion, 23,9 % des habitants se déclaraient réformés, 19,4 % catholiques romains et 12,4 % évangéliques. Par ailleurs, 0,3 % étaient affiliés à une autre confession chrétienne et 2,2 % à une autre branche du catholicisme. 5,3 % se déclaraient sans appartenance religieuse, tandis que 36,9 % des habitants n’ont pas répondu.

## Équipements

### Réseaux extra-urbains
Les localités voisines sont Külsővat au nord, Nemesszalók au nord-est, Egeralja au sud et Celldömölk à l’ouest. Au fil du temps, elle s'est pratiquement fusionnée avec Egeralja. 
La commune n’est accessible que par la route, via la route 8413, qui traverse son centre selon un axe approximativement nord-sud.
Depuis les régions plus éloignées du pays, Adorjánháza peut être atteinte en passant par Pápa, Celldömölk, ou par la route nationale 8, le long du massif de Somló. Depuis Pápa ou Celldömölk, il faut emprunter la route principale 834 jusqu’à Külsővat, puis bifurquer sur la route 8413. En venant de la route 8, il faut tourner après Somlójenő en direction d'Iszkáz, puis emprunter successivement les routes 8403 et 8413 pour rejoindre la commune.